# Азербайджан на літніх Олімпійських іграх 2024
Азербайджан на літніх Олімпійських іграх 2024 представляли сорок вісім спортсменів у чотирнадцятьох видах спорту.

## Медалісти
| Медаль | Ім'я                  | Вид спорту | Змагання                         | Дата      |
| ------ | --------------------- | ---------- | -------------------------------- | --------- |
| 1      | Хідаят Гейдаров       | Дзюдо      | до 73 кг                         | 29 липня  |
| 1      | Зелім Коцоєв          | Дзюдо      | до 100 кг                        | 1 серпня  |
| 2      | Гашим Магомедов       | Тхеквондо  | до 58 кг                         | 7 серпня  |
| 2      | Лорен Альфонсо        | Бокс       | до 92 кг                         | 9 серпня  |
| 3      | Хасрат Джафаров       | Боротьба   | греко-римська боротьба, до 67 кг | 8 серпня  |
| 3      | Гіоргі Мешвільдішвілі | Боротьба   | вільна боротьба, до 125 кг       | 10 серпня |
| 3      | Магомедхан Магомедов  | Боротьба   | вільна боротьба, до 97 кг        | 11 серпня |